# Jedward
Jedward är en irländsk popduo, bestående av enäggstvillingarna John Paul Henry Daniel Richard Grimes och Edward Peter Anthony Kevin Patrick Grimes, födda den 16 oktober 1991 i Dublin, Irland.

## Uppväxt
Tvillingbröderna John och Edward Grimes föddes i Dublin och växte upp i staden Rathangan med sin äldre bror, juridikstudenten Kevin, och föräldrarna datateknikern John Sr. och läraren Susannah. De föddes två månader för tidigt och fick stanna kvar på sjukhuset i kuvös under flera veckor innan de fick komma hem, John är tio minuter äldre och fick komma hem en vecka tidigare än Edward.
Bröderna Grimes första skola var Scoil Bhríde National School i Rathangan. De gick sedan på King’s Hospital School i fyra år, men var ständigt mobbade eftersom de stack ut från övriga elever och för sin kärlek till popmusiken. Därefter började de på Dublin Institute of Education. Tvillingarna tävlade i talangtävlingar under sin skolgång och var inspirerade av Justin Timberlake, Britney Spears och Backstreet Boys. Bröderna Grimes var också medlemmar i Lucan Harriers Athletic Club och har tävlat i flera irländska atletiska turneringar.

## Karriär
Jedward inledde sin karriär i tävlingen The X-Factor som John & Edward i vilken de slutade på sjätte plats. Efter att de åkt ur tävlingen blev en av domarna, Louis Walsh, deras manager. Deras debutsingel, Under Pressure (Ice Ice Baby), gavs ut den 1 februari 2010. De gav sedan ut sin andra singel, en cover på Blink-182’s All the Small Things, den 16 juli samma år.
Deras första album Planet Jedward gavs ut den 26 juli 2010. Albumet nådde förstaplatsen på den irländska albumlistan och nummer 17 på Storbritanniens albumlista. Albumet sålde även platina i Nordirland.

### 2009

#### The X Factor

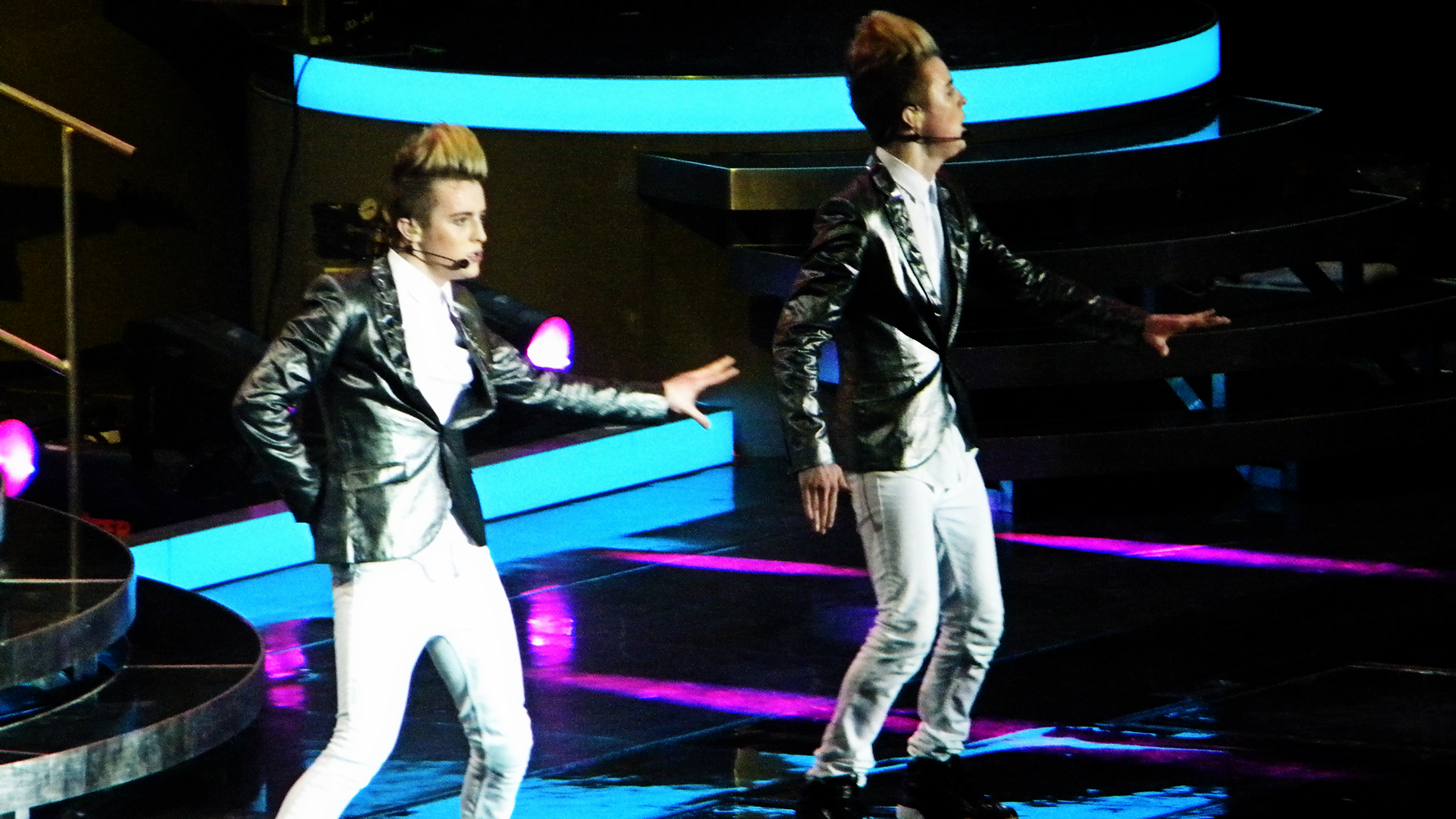
Jedward uppträder vecka 6 i The X Factor.

Under 2009 provspelade John och Edward i Glasgow som en grupp (John & Edward) för den sjätte säsongen av The X Factor. Simon Cowell stoppade deras framförande av Backstreet Boys As Long As You Love Me efter en vers och kallade dem ”inte så bra och otroligt irriterande”. Danni Minogue, en annan domare, beskrev dem som ”absolut, det kaxigaste par sångare jag någonsin stött på”. Cowell röstade emot att sända dem vidare till bootcamp, men Minogue och de andra domarna Cheryl Cole och Louis Walsh sa alla ja, och de gick vidare till bootcamp.
På bootcamp hamnade John & Edward i stormväder när de sjöng över solon av två kollegor. Efter detta sa Cowell om dem ”de är vidriga små varelser som skulle trampa på sin mammas huvud för att få en hit”. Tvillingarna gick vidare till ”judges houses” med Louis Walsh som sin mentor. Walsh berättade senare att tvillingarna påminde honom om de första dagarna av Ronan Keatings band Boyzone. De gick vidare till live-showerna, där de blev kända som Jedward.

##### Uppträdanden i X Factor
| Vecka          | Vald sång#                  | Tema                               | Resultat   |
| -------------- | --------------------------- | ---------------------------------- | ---------- |
| Auditions      | As Long as You Love Me      | Fritt val                          | Genom      |
| Bootcamp       | Apologize                   | Fritt val                          | Genom      |
| Judges' houses | I Want It That Way          | Fritt val                          | Genom      |
| Vecka 1        | Rock DJ                     | Musical heroes                     | Säker      |
| Vecka 2        | Oops! … I Did It Again      | Divas                              | Säker      |
| Vecka 3        | She Bangs                   | Big Band                           | Säker      |
| Vecka 4        | We Will Rock You            | Rock                               | Säker      |
| Vecka 5        | Ghostbusters                | Filmmusik                          | Bottom two |
| Bottom two     | Rock DJ                     | Fritt val                          | Säker      |
| Vecka 6        | Under Pressure/Ice Ice Baby | Sånger av Queen                    | Säker      |
| Vecka 7        | I’m Your Man/Wham Rap!      | Sånger av Wham! och George Michael | Bottom two |
| Bottom two     | No Matter What              | Fritt val                          | Utslagna   |

### 2011

#### Eurovision Song Contest 2011

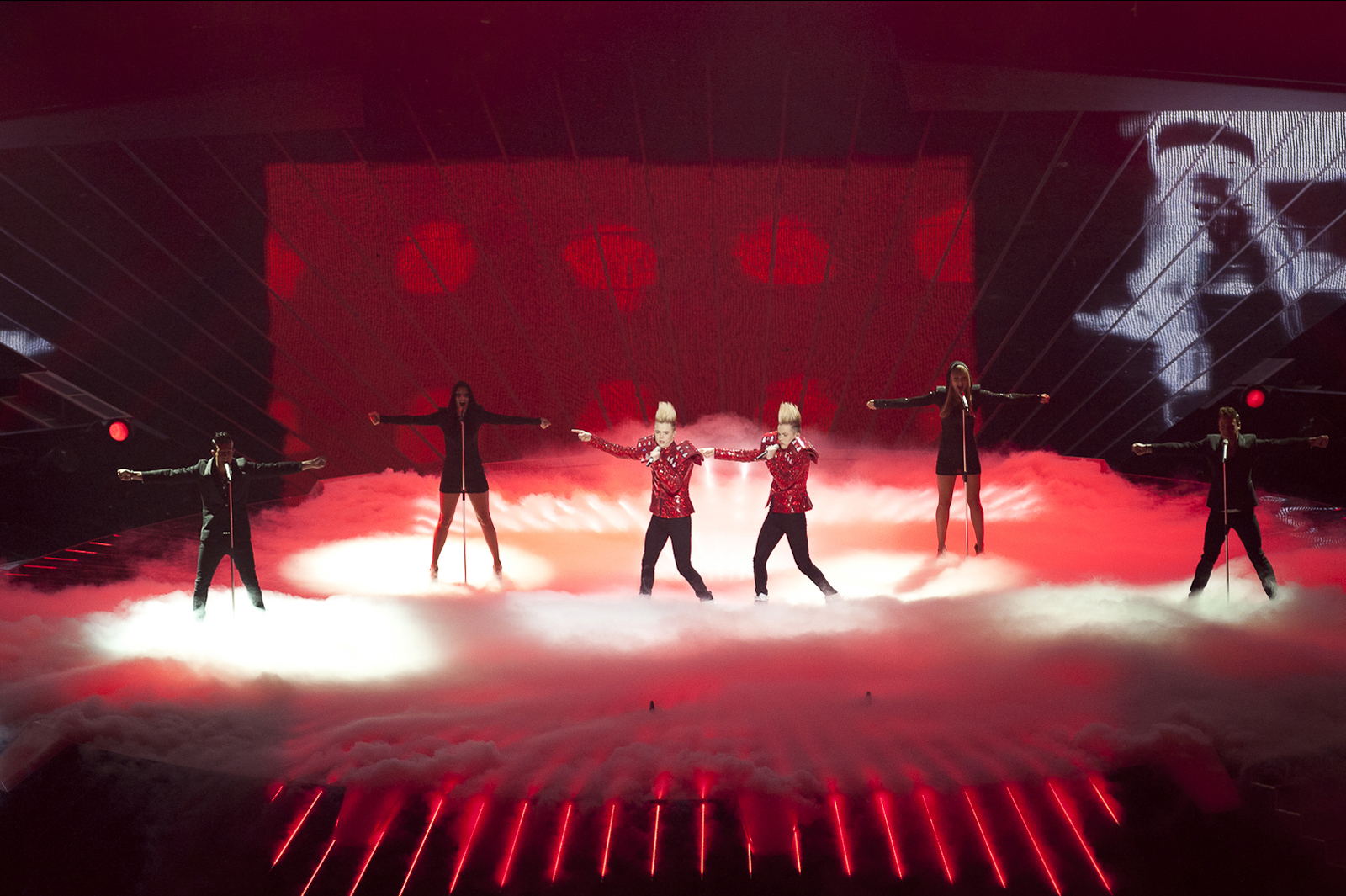
Jedward uppträder vid Eurovision Song Contest 2011 i Düsseldorf, Tyskland.

Den 11 februari 2011 vann Jedward Irlands nationella uttagning till Eurovision Song Contest 2011, med två poäng från tvåan Nikki Kavanagh. De representerade därmed landet med låten ”Lipstick”. Den 12 maj gick gruppen vidare från den andra semifinalen i Düsseldorf till finalen den 14 maj. De fick totalt tre tolvor, från vardera Storbritannien, Danmark och Sverige. De slutade på en 8:e plats i finalen med 119 poäng, vilket är Irlands bästa resultat i tävlingen sedan 2000. De vann också Marcel Bezençon Artistic Award som röstas fram av de 43 kommentatorer som kommenterade under hela eurovisionen.

#### Celebrity Big Brother UK
Den 18 augusti 2011 gick John och Edward in i Big Brother-huset i London, tillsammans med nio andra stjärnor, bland andra Tara Reid och kändispaparazzin Darryn Lyons. Där var de till den 8 september. När de var där hade de ingen kontakt med omvärlden, och kunde alltså inte twittra som vanligt. De lät därför sin mor twittra åt dem. De kom på tredje plats.

#### Sverigebesök och ett andra album
Jedward började spela in låtar för ett andra album i början av 2011. Lipstick var det första spåret på albumet Victory. I juni 2011 meddelades på PlanetJedward.net att singeln Bad Behaviour skulle ges ut den 1 juli 2011 och deras andra album Victory i augusti. Den 23 juni 2011 publicerade de på twitter vilka 15 spår som skulle komma på albumet.
När tvillingarna var på sverigebesök för att vara med på Sommarlovsmorgon i SVT den 24 juni nämnde de att en specialutgåva av deras första skiva Planet Jedward: Planet Jedward special edition skulle ges ut den 18 juli och att de skulle göra en Sverigeturné i framtiden. De sjöng Lipstick och den kommande singeln Bad Behaviour.
Den 29 juni 2011 kl. 11.00 publicerade tvillingarna sin musikvideo för Bad Behaviour på VEVO:s youtube-kanal för Jedward (JedwardVEVO). I musikvideon har John och Edward en fest när deras föräldrar åker bort, och på festen deltog riktiga Jedwardfans
I en intervju på Digital Spy i början av juli avslöjade de att deras nya album Victory skulle ges ut den 15 augusti 2011 i Storbritannien.
Den 9 juli 2011 gästade tvillingarna Sommarkrysset på Gröna Lund, det blev publikrekord med 20 000 personer i publiken. De sjöng två låtar, ”Lipstick” och ”Under Pressure (ice ice baby)”. Under dagen åkte de två karuseller, Vilda musen och Fritt Fall, tillsammans med två vinnare från tidningen Frida.
Den 15 september avslöjade tvillingarna på twitter att deras femte singel (tredje singeln från Victory) blir Wow Oh Wow. Den släpptes den 19 december i Sverige.
Den 17 september spelade tvillingarna sin första riktiga konsert i Sverige, på Fryshuset i Stockholm. Det kom hundratals fans och några tjejer svimmade under konserten p.g.a. värmeslag. Efter konserten stod de utanför sitt hotell i två timmar för att ta kort med sina fans och skriva autografer. De avslöjade under konserten att de kommer tillbaka till Sverige 2012 under sin "European Victory Tour."

### 2012
Den 24, 25 och 27 januari gjorde de en miniturné i Sverige, då de spelade i Göteborg, Linköping och Örebro. De spelade även in ett tv-program tillsammans med programledaren Malin Olsson, "Fredagkväll med Malin" som visades på SVTB/Barnkanalen den 23 mars.
De har även spelat in en låt till sporteventet UEFA Euro 2012 som heter Put The Green Cap On med samma instrumentella ljud som i Lipstick men med annorlunda text som skrevs om av den irländska radioprofilen och f.d. songwritern Colm Hayes. Låten släpptes som singel samt på itunes i Irland den 4 maj, och inkomsterna för låten går till välgörenhetsorganisationen ISPCC (Irish Society for the Prevention of Cruelty to Children). Låten spelades för första gången den 3 maj på RTÉ Radio i Irland, och den officiella musikvideon lades upp samma dag.
Förutom Eurovision och ett tredje album hade tvillingarna under året sin egen tv-show, Weird Wild World, på brittiska kanalen channel5, där de visade roliga klipp från webben. Det har även pratats om "Jedward the Musical" och "Jedward the Movie."
Den 6 juni sprang John och Edward med den olympiska facklan i Dublin, de sprang som nummer sju mellan Cathal Brugha Street till the General Post Office (O’Connell Street).
Duon var förband till Westlifes två sista konserter på deras Farewell Tour den 22 och 23 juni som de spelade på Croke Park i Dublin inför 80.000 människor.

#### Eurovision Song Contest 2012
Fredagen den 24 februari vann tvillingarna den irländska uttagningen till Eurovision Song Contest med låten Waterline, med 20 poäng före tvåan. De fick därmed åka till Baku, Azerbajdzjan, och tävla sist som nr. 18 i den första semifinalen den 22 maj. Det var första gången i Irlands Eurovisionhistoria som samma artist representerade landet två år i rad. De tog sig vidare till finalen som hölls den 26 maj. I finalen kom de på en 19:e plats med 46 poäng.
Den 18 juni offentliggjordes alla resultat med telefonröster vs. juryröster där det visade sig att de kom på 10:e plats om man bara räknade telefonrösterna, och näst sist, plats 25, om man räknar enbart juryrösterna.

#### Sverigebesök
Den 2 augusti uppträdde duon på Pridefestivalen inför ungefär 14.000 människor under Schagerpopkvällen, där de sjöng sina två eurovisionslåtar, Lipstick och Waterline. Med sig till Sverige, och upp en stund på Pridescenen, hade de Tara Reid som de är vänner med sedan de alla var med i "Celebrity Big Brother" i Storbritannien. Och enligt uppgifter fick de 50 000 euro för att uppträda på Pridefestivalen.

### 2013

#### Melodifestivalen
Under Melodifestivalens alla fyra deltävlingar under februari månad bedömde duon alla artisters kläder i videor på SVT:s webbplats och den 2 mars framförde duon låten Lipstick tillsammans med programledarna Danny Saucedo och Gina Dirawi i mellanakten i andra chansen i Karlstad.

## Diskografi

### Album
- Planet Jedward (26 juli 2010)
- Planet Jedward special edition (18 juli 2011)
- Victory (19 december 2011)
- Young Love (25 juni 2012)
- Free Spirit (2014)[34]
- Ferocious (2014)

### Singlar
- You Are Not Alone (tillsammans med X Factor-finalisterna, 2009)
- Under Pressure (Ice Ice Baby) (featuring Vanilla Ice, 15 februari 2010)
- All the Small Things (16 juli 2010)
- Lipstick (12 februari 2011)
- Bad Behaviour (1 juli 2011)
- Wow Oh Wow (18 november 2011)
- Waterline (9 april 2012)
- Put The Green Cape On (4 maj 2012)
- Young Love (15 juni 2012)
- Luminous (16 oktober 2012)
- Free Spirit (17 maj 2014)
- Ferocious (23 oktober 2014)
- Make Your Own Luck
- Oh Hell No
- Make A Mark

### Fotnoter
1. ↑  ”Jedward – Our Story, the official biograpy” av Jennifer O’Brien
2. ↑  Jedward representing Ireland in the 2011 Eurovision song contest!!! Arkiverad 11 november 2011 hämtat från the Wayback Machine., Planetjedward.net, 17 februari 2011.
3. ↑  Jedward, Irish pop duo John and Edward first shot to fame in X Factor., Channel 5, läst 17 september 2011.
4. ↑  Planetjedward, Twitter, 18 augusti 2011.
5. ↑  Planetjedward, Twitter, 18 augusti 2011.
6. ↑  Jedward finish third in Celebrity Big Brother Arkiverad 4 oktober 2011 hämtat från the Wayback Machine., 8 september 2011.
7. ↑  Bad Behaviour new single Arkiverad 12 november 2011 hämtat från the Wayback Machine., Jedward.net, 17 juni 2011.
8. ↑  Jedward unveil second album tracklisting, Digital spy, 23 juni 2011.
9. ↑  Bad Behaviour, Youtube, 29 juni 2011.
10. ↑  Jedward throw house party in 'Bad Behaviour' video, Digital spy, 29 juni 2011.
11. ↑  Jedward talk ’Bad Behaviour’, Obama and Perez Hilton: Video interview, Digital spy, 1 juli 2011.
12. ↑  – Sverige är galet, Aftonbladet, 10 juli 2011.
13. ↑  Foto 11, Jedward genius, 9 juli 2011.
14. ↑  Foto 10, Jedward genius, 9 juli 2011.
15. ↑  The New Single of Jedward Victory is WoW Oh WoW, Planetjedward, Twitter, 15 september 2011.
16. ↑  ”Arkiverade kopian”. Arkiverad från originalet den 14 november 2011. https://web.archive.org/web/20111114203741/http://www.planetjedward.net/news.php?id=104. Läst 29 november 2011.
17. ↑  https://archive.is/20120908064655/www.rte.ie/ten/2012/0201/jedward.html
18. ↑  http://www.youtube.com/watch?v=0eParXVjkPI&feature=plcp
19. ↑  http://www.channel5.com/articles/jedward-invite-you-into-their-weird-wild-world
20. ↑  https://archive.is/20120722042036/http://twitpic.com/8pfjee/full
21. ↑  Jedward: The Movie herald.ie
22. ↑  ”Arkiverade kopian”. Arkiverad från originalet den 11 juli 2012. https://web.archive.org/web/20120711032851/http://www.olympicsport.ie/news/5092-president-of-ireland-to-welcome-the-olympic-flame-to-howth.html. Läst 7 juli 2012.
23. ↑  http://www.bbc.co.uk/news/uk-18338230
24. ↑  http://www.freezepage.com/1321651434YFSKKDHZZN
25. ↑  https://archive.is/20120913015708/www.rte.ie/ten/2012/0225/jedward.html
26. ↑  ”First Semi-Final concludes, we have ten finalists!”. EBU. http://www.eurovision.tv/page/news?id=first_semi-final_under_way_-_watch_it_live_here. Läst 22 maj 2012.
27. ↑  ”ESC 2012 - Final Result”. EBU. Arkiverad från originalet den 22 januari 2013. https://web.archive.org/web/20130122000000/http://www.eurovision.tv/page/history/by-year/contest?event=1593#Scoreboard. Läst 28 maj 2012.
28. ↑  http://www.eurovision.tv/page/news?id=eurovision_2012_split_jury-televote_results_revealed
29. ↑  http://www.qx.se/pride/21375/jedward-till-stockholm-pride
30. ↑  https://twitter.com/stockholmpride/status/223405342749499392
31. ↑  http://www.aftonbladet.se/nojesbladet/musik/article15204769.ab
32. ↑  Jedward pocket €50k for Stockholm's gay gig herald.ie
33. ↑  http://www.svt.se/melodifestivalen/jedward-duellerar-mot-danny-och-gina-i-andra-chansen-i-karlstad-1
34. ↑  Jedward announce new album Free Spirit details Digital Spy, 17 april 2014.